# Бад Захса
Бад Захса (њем. Bad Sachsa) град је у њемачкој савезној држави Доња Саксонија. Једно је од 16 општинских средишта округа Остероде ам Харц. Према процјени из 2010. у граду је живјело 7.830 становника. Посједује регионалну шифру (AGS) 3156003, NUTS (DE919) и LOCODE (DE BSC) код.

## Географски и демографски подаци
Бад Захса се налази у савезној држави Доња Саксонија у округу Остероде ам Харц. Град се налази на надморској висини од 310 метара. Површина општине износи 33,1 km². У самом граду је, према процјени из 2010. године, живјело 7.830 становника. Просјечна густина становништва износи 236 становника/km².

## Међународна сарадња
| Мјесто | Држава    | Врста сарадње | Од    |
| ------ | --------- | ------------- | ----- |
|        | Француска | партнерство   | 1973. |
| Извор  |           |               |       |